# Långtjärnen (Sorsele socken, Lappland, 726703-156113)
Långtjärnen är en sjö i Sorsele kommun i Lappland och ingår i Umeälvens huvudavrinningsområde. Sjön har en area på 0,158 kvadratkilometer och ligger 466,2 meter över havet.

## Delavrinningsområde
Långtjärnen ingår i det delavrinningsområde (726619-156295) som SMHI kallar för Mynnar i Olsträsket. Medelhöjden är 484 meter över havet och ytan är 13,61 kvadratkilometer. Det finns inga avrinningsområden uppströms utan avrinningsområdet är högsta punkten. Vattendraget som avvattnar avrinningsområdet har biflödesordning 4, vilket innebär att vattnet flödar genom totalt 4 vattendrag innan det når havet efter 317 kilometer. Avrinningsområdet består mestadels av skog (98 procent). Avrinningsområdet har 0,16 kvadratkilometer vattenytor vilket ger det en sjöprocent på 2,1 procent.